# Tyr

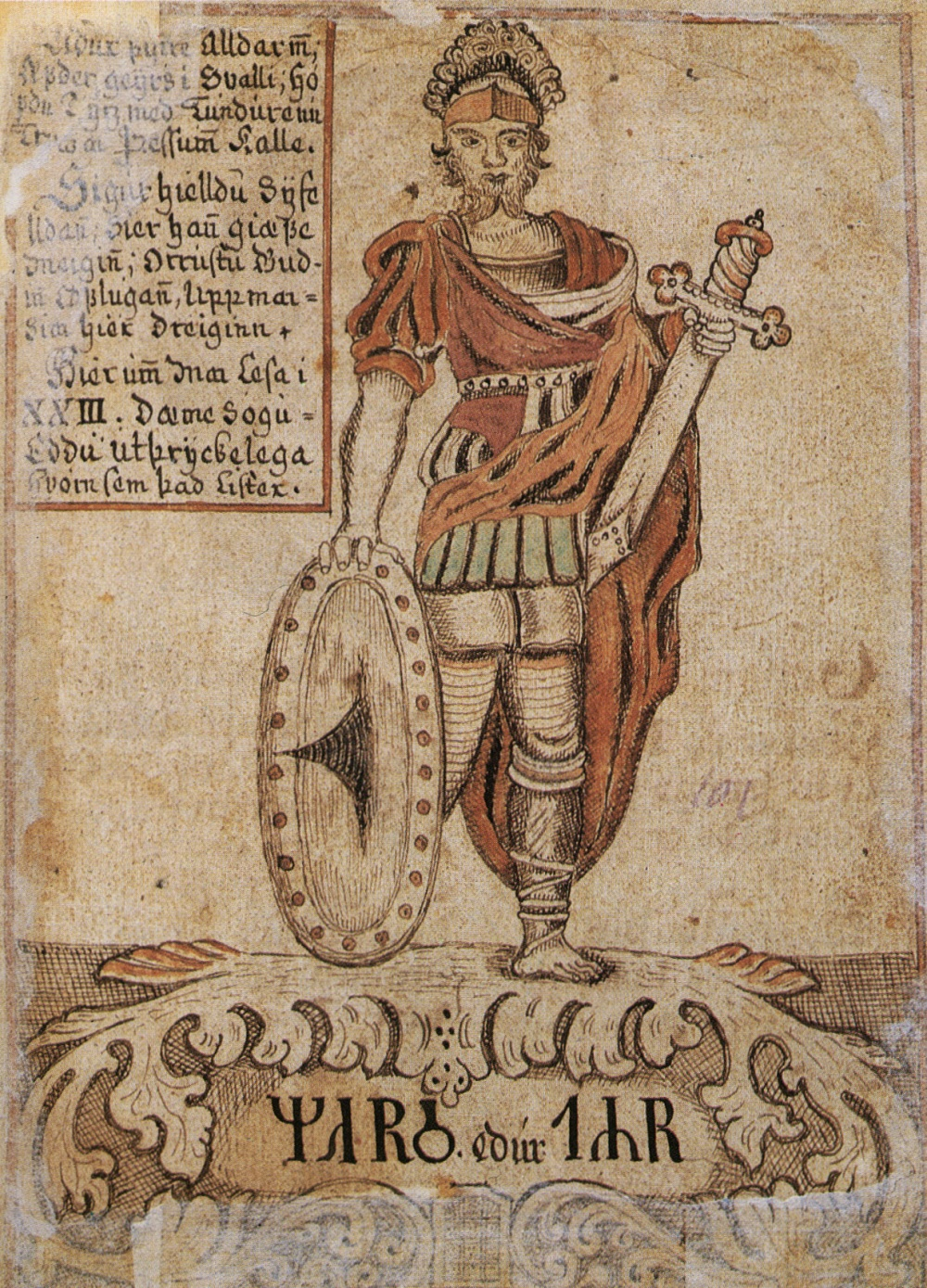
Týr, hier mit beiden Armen unversehrt dargestellt (Island, 18. Jahrhundert), wird oft mit dem Kriegsgott Mars gleichgesetzt

Tyr (rekonstruiert urgermanisch *Teiwaz, *Tiwaz) ist ein Gott in den altisländischen Schriften der Edda, wo er einerseits als Gott des Kampfes und Sieges benannt ist, andererseits aber auch als Bewahrer der Rechtsordnung auftritt. Die altnordische Namensform ist die allgemein bekannteste und gebräuchlichste. Weitere einzelsprachliche Formen sind altenglisch Tiw, Tig, altniederländisch Dīs und althochdeutsch Ziu.
Die Wurzel seines Namens deutet darauf hin, dass Tyr ursprünglich ein Vater- oder Himmelsgott war, der später aus dieser Stellung verdrängt und zum Sohn entweder Odins oder Hymirs erklärt wurde. In der Interpretatio Romana wird er aus Sicht der Germanen, wohl aufgrund der Verbindung von Krieg und Recht, dem römischen Kriegsgott Mars gleichgesetzt.

## Etymologie und Herkunft

### Etymologie
Urgermanisch *Teiwaz, Tiwaz, indogermanisch *deiwos, bedeutet „Gott“ oder „göttlich“ und entspricht lateinisch divus. Im Altnordischen (Völuspá) bedeutet die Pluralform tívar „Götter“ und stellt ein Relikt der Grundbedeutung von teiwaz dar. Der Name und die Figur sind urverwandt mit dem indogermanischen „Vater- und Himmelsgott“. Die germanische Form hängt so mit dem griechischen „Zeus“ Ζεύς πατήρ (Zeus patér), dem römischen Jupiter (von Diēspiter, Himmelsvater), dem vedisch-altindischen Dyaúh pitá und dem illyrischen Δει-πάτυρος (Dei-pátyros) zusammen. Man kann alle diese Formen auf ein Wort *dyews 'Himmel' und 'Tag' zurückführen, das als „Erscheinung“ oder „Strahlung“ aufgefasst werden kann. Davon abgeleitet ist *deywo- > altindisch „deva“, lateinisch „deus“ usw. Diese Verbindung der Namen findet sich noch in der baltischen Mythologie, wo Dievs als oberster Himmelsgott auftritt.

### Herkunft, indogermanische Parallelen
Man geht davon aus, dass Tiwaz bis zur Völkerwanderungszeit im germanischen Mitteleuropa der ursprüngliche Hauptgott war. Der französische Religionswissenschaftler Georges Dumézil (1898–1986) hat u. a. auch auf die Strukturparallelen zur Figur des Scaevola in der altrömischen Heldensage hingewiesen. Eine Ähnlichkeit besteht auch zu dem irischen Nuada mit der „Silberhand“. Die Ähnlichkeit beschränkt sich allerdings auf den Verlust einer Hand bzw. eines Arms unter jeweils grundverschiedenen Gegebenheiten. Ein Teil der Forschung glaubt, die archaische germanische Gesellschaft verstand sich selbst in ihrem Aufbau als göttlichen Ursprungs. Eine These sieht die zweigeteilte Spitze Tiwaz/Tyr – Wodan/Odin, analog die indischen Gottesfiguren Mitra – Varuna, als kennzeichnend für das indogermanische Göttersystem.

### Verdrängung durch Odin
Otto Höfler und Karl Helm gehen davon aus, dass Tiwaz durch Wodan als Hauptgott verdrängt wurde. Diese Schwerpunktverlagerung des religiösen Kultes sei bedingt durch eine Verbreitung des Wodankultes vom niederrheinischen Nordwestdeutschland aus. Diese Sichtweise ist aber bis heute eine offene Streitfrage in der Forschung. Auch innergermanische Veränderungen, beispielsweise die Vereinigung und Bildung von Großstämmen wie der Sachsen und Franken könnten dazu beigetragen haben.
Tiwaz/Tyr ist Souverän des Rechts. Mit Odin träte jedoch eine dynamische, ekstatische Figur hervor, die mit höchster Schaffenskraft versehen ist und u. a. magisch, durch Verblendung der Gegner wirkt und gegenüber Tiwaz/Tyr im kriegerischen Kampf Vorteile liefert. Demgegenüber bleibt Tiwaz/Tyr relativ statisch der Wahrer des Rechts und Schützer der Thingversammlung.
Tacitus erwähnte in der Germania Mars neben Herkules und Merkur als germanische Götter, außerdem in seinen Annalen, dass bei den Germanen Mars Hauptgott war „praecipuus deorum Mars“. Die ältere Forschung, gestützt auf Snorri Sturluson, interpretierte hier Mars meist als Tyr aufgrund der Benennung der Wochentage, wobei aufgrund nordischer und indogermanischer Parallelen auch von Freyr die Rede sein kann.
Noch im 6. Jahrhundert wurde in Norwegen dem Tiuz vor allen anderen Göttern geopfert (Menschen- und Tieropfer), und er wurde als höchster Gott verehrt. Die strukturelle Nähe und die Verbindungen der beiden Gottesfiguren zueinander und die dynamischen sozialen Umbrüche innerhalb der germanischen Gesellschaften führten dann im 9. und 10. Jahrhundert zu einem Umbau des nordgermanischen Pantheons, was sich in den hochmittelalterlichen schriftlichen Sammlungen der Edda widerspiegelt, in denen das ursprüngliche Bild des Tiwaz nur noch bedingt, aber dennoch erkennbar ist.

## Nebenformen des Gottesnamens

### Mars Thingsus
Der Name ist als Mars Thincsus auf einem Steinaltar belegt, der in „Tempel 2“ im Kastell Housesteads im nordenglischen County Northumberland nahe der schottischen Grenze gefunden wurde. Mehrere Altäre wurden dort im 3. Jahrhundert n. Chr. von friesischen Legionären errichtet, die als römische Hilfstruppen in Britannien am Hadrianswall stationiert waren.
- Die Inschriften der Gedenksteine:[14]

„DEO MARTI ET DVABVS ALAISIAGIS ET N AVG GER CIVES TVIHANTI CVNEI FRISIORVM VER SER ALEXANDRIANI VOTVM SOLVERVNT LIBENTES M“
 „DEO MARTI THINCSO ET DVABVS ALAISAGIS BEDE ET FIMMILENE ET N AVG GERM CIVES TVIHANTI VSLM“
Die Namensform ist auf das gemeingermanische Wort „Thing“ (Volks-, Gerichtsversammlung) zurückzuführen und der Gott demnach als „Schutzherr des Things“ gekennzeichnet. Die germanische Gleichsetzung mit dem römischen Gott Mars zeigt, dass es sich um einen Beinamen des Tiwaz handelt.

### Ziu
Tyr wird als Ziu in den althochdeutschen Quellen nicht erwähnt, eine Glosse zum sogenannten Wessobrunner Gebet nennt aber für die Alemannen Cyowari (wohl: Verehrer des Cyo). In der Notitia Galliarum, einer spätantiken Städteliste, wird Augsburg der Name Ciesburc zugewiesen. Für beide Namen besteht aber auch die Möglichkeit, dass es sich um Verschreibungen für Raetiovari (Anwohner Rätiens) bzw. Ogesburc (Augsburg) handelt. Augsburg (Augusta Vindelicorum) war Hauptstadt der römischen Provinz Raetien und seit der Spätantike Bischofssitz.
Weiterhin ist der Name Ziu im alemannischen Wort für Dienstag (althochdeutsch ziostag) enthalten (s. unten).

### Saxnot
Das sächsische Taufgelöbnis, das in einer Fuldaer Handschrift des endenden 8. Jahrhunderts (772) überliefert ist, zählt vermutlich die Namen der wichtigsten von den Sachsen verehrten Götter auf.
- Der Ausschnitt lautet:

„[…] end ec forsacho […] „Thunaer“ ende „Uuoden“ ende „Saxnote“ ende allum them unholdum“

„[…] und ich entsage […] [dem] „Donar“ und „Woden“ und „Saxnot“ und allen Unholden.“

Donar und Wodan sind gemeingermanische Götter. Analog besteht die Möglichkeit, dass entweder Tyr oder Freyr hier als Saxnot auftritt. Unter dieser Benennung wäre er damit nur in der sächsischen Vorstellungswelt anzutreffen. Saxnot wird jedoch auch mit der „dritten nährenden Fruchtbarkeitsfunktion“ in Zusammenhang gebracht, die Freyr entspräche.
In der angelsächsischen Genealogie wird Saxneat als Wodens Sohn bezeichnet. Die Festland-Sachsen und die Sachsen auf der britischen Insel, die den Wodanskult übernahmen, ordneten Saxnot dem Wodan unter, wie auch Tyr im Norden als Sohn Odins genannt wird oder Ares als Sohn des Zeus. Saxnot ist wörtlich lateinisch „Gladii consors“ (Schwertgenosse, Schwertträger), „Sax“ ist das Kurzschwert, das Messer. Die Stammesangehörigen nannten sich „Schwertgenossen“, wie im angelsächsischen „Sweordweras“; indem sie den Schwertgott in ihrer Gemeinschaft voranstellten, machten sie den Gott ebenfalls identitätsstiftend zum Schwertgenossen (zum Vergleich mhd. wal-genôz → „Kampfgenosse“). Die Gottheit nahm hier den Namen von ihrem Volk und nicht umgekehrt. „Saxnot“ wäre dann der Beiname des Tiuz unter den Sachsen. Allerdings könnte die Trias Woden-Thunaer-Saxnot und ebenso die Trias Merkur-Herkules-Mars bei Tacitus der nordgermanischen Trias Odin-Thor-Freyr entsprechen, zumal Freyr ebenfalls ein Schwertgott ist. Dass der Gott ursprünglich Saxnot hieß, wäre im Vergleich zu den laufenden Entwicklungen unter den germanischen Stämmen der Wanderungszeit nicht schlüssig, dass aber das Volk in Waffen sich so nannte, versteht sich leicht.

## Tyr in der isländisch-nordischen Mythologie

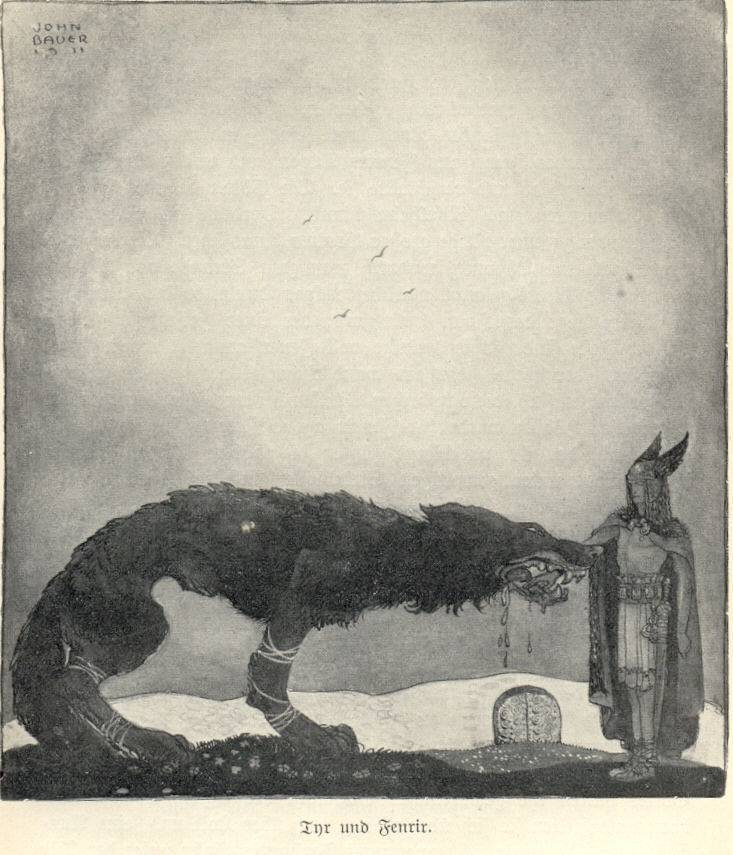
John Bauer: Tyr und Fenrir. Illustration aus dem Jahr 1911.

Tyr ist an Macht im Norden stark beschränkt und verblasst, dennoch treten alle wesentlichen Eigenschaften des Tiwaz zutage. Nach den eddischen Schriften der Lieder-Edda wird der Riese Hymir als Vater Tyrs genannt, aber abweichend davon wird in der Prosa-Edda Odin als solcher genannt. Zu Tyrs Mutter gibt es keine Überlieferung. Er galt als der Beschützer des Things, der Stammesversammlung. Sein Symbol ist das Schwert, mit dem er sich ins Schlachtengetümmel stürzt. Um den Fenriswolf (Fenrir) durch die magische Fessel Gleipnir binden zu können, sieht sich Tyr genötigt, dem gefährlichen Wolf die eigene Hand als Pfand ins Maul zu halten. Als der Wolf jedoch merkt, dass die Götter ihn gefesselt halten wollen, beißt er Tyr die Hand ab, und dieser muss fortan mit der linken Hand kämpfen. Im Ragnarök tötet Tyr Garm, den Höllenhund, wobei er aber selbst zu Tode kommt.

## Der Wochentag Dienstag
Im westgermanischen Bereich hat neben Tiwaz offensichtlich auch noch die Nebenform Mars Thingsus Einfluss auf die deutsche Benennung des Wochentags Dienstag (aus älterem dingestag). Die althochdeutsche Übersetzung des römischen Wochentagnamens dies Martis (Tag des Mars) lautete ziostag – vergleiche rezent alemannisch Ziischtig, schwäbisch Zeischdig – und bestätigt damit auch für den Kontinent die für die Skandinavier und Angelsachsen belegte Gleichsetzung des römischen Kriegsgottes Mars mit dem germanischen Tiwaz (vgl. auch englisch tuesday (Tiu) und französisch mardi (Mars)). Zudem ist der dänische Tirsdag und der schwedische Tisdag nach ihm benannt.

## Tyr als Namensgeber des Asteroiden
Der Asteroid (4092) Tyr ist nach ihm benannt.